# Organisme autònom (Espanya)
Un organisme autònom és un tipus d'organisme públic d'Espanya que té personalitat jurídica pròpia i autonomia de gestió, regint-se, en tot cas, pel Dret administratiu. Els organismes depenen d'un Ministeri, d'una comunitat autònoma o d'un ens local que s'encarregaran de la seva direcció estratègica, així com de l'avaluació i el control dels resultats de la seva activitat. Els organismes autònoms estatals es caracteritzen essencialment per la seva autonomia jeràrquica, ja que no depenen directament de cap autoritat de govern. Per això, són descentralitzats i compten amb patrimoni propi, cosa que els fa financerament autònoms.
Els organismes autònoms ministerials reben la seva regulació essencial de la Llei 6/1997, de 20 d'abril, de Funcionament i Organització de l'Administració General de l'Estat, que els dedica específicament el Capítol II del seu Títol III (articles 45 a 52). De la mateixa manera, la seva creació, modificació i extinció es regula de forma conjunta amb les Entitats públiques empresarials en el Capítol IV (articles 61 a 64); d'altra banda, els aspectes relatius als seus recursos econòmics es troben al primer apartat de l'article 65, que constitueix l'únic article del Capítol VIII.
Les competències dels organismes autònoms estatals deriven de les atribucions que un Ministeri els atorgui, seguint el principi de la descentralització funcional, que té rang constitucional. Les seves funcions comprendran activitats de foment, de prestació o de gestió de serveis públics.
Exemples d'organismes autònoms són: En l'administració general de l'Estat el Butlletí Oficial de l'Estat, el Centre d'Investigacions Sociològiques, Institut Nacional de l'Administració Pública, MUFACE, l'Agència d'Avaluació i Qualitat, el Centre d'Estudis Polítics i Constitucionals i Patrimoni Nacional. En l'administració de la Generalitat de Catalunya: El Patronat de la Muntanya de Montserrat, l'Institut d'Estadística de Catalunya, el Consell Català de l'Esport, Institut Català de la Vinya i el Vi. I en els ens locals: L'Organisme Autònom Local de Patrimoni Víctor Balaguer (Vilanova i la Geltrú), Organisme autònom local de gestió tributària (Manresa)